# Esatanas villosus
Esatanas villosus är en tvåvingeart som beskrevs av Pavel Lehr 1986. Esatanas villosus ingår i släktet Esatanas och familjen rovflugor.
Artens utbredningsområde är Turkmenistan. Inga underarter finns listade i Catalogue of Life.